# Юридический словарь Блэка
Юридический словарь Блэка или «Блэкс» (англ. Black's Law Dictionary) (издается в США на английском языке) традиционно считается авторитетным юридическим словарём в области права США. Он был основан Генри Кэмпбеллом Блэком (англ. Henry Campbell Black). Во многих разбиравшихся Верховным судом США судебных делах на него ссылались как на вторичный источник права. Последнее издание, включая краткий и карманный варианты, является полезной отправной точкой для не юристов или учащихся, когда им встречается совершенно незнакомый юридический термин. Это предпочтительный справочный материал для определений в справках по делу и заключениях суда.

## История изданий словаря
Первое издание словаря было опубликовано в 1891 году, а второе — в 1910 году. В шестом и всех более ранних изданиях книги приводились цитаты из судебных дел в отношении процитированного термина, которые ряд юристов считал самой полезной функцией словаря. Интернет значительно облегчил нахождение юридической информации, поэтому в седьмом издании (1999) словаря было убрано много цитат судебных решений на уровне штата или судебного округа, а также потерявших своё значение и отменённых. В восьмом издании впервые появилась система постоянно обновляемых цитат судебных решений и перекрёстных ссылок на юридические энциклопедии. Летом 2009 года вышло девятое издание словаря. В апреле 2014 года выпущено десятое издание. А в 2019 году вышло одиннадцатое издание.
Поскольку многие юридические термины являются производными от корня латинского языка, в словаре приводятся правила произношения таких терминов. Кроме того, в соответствующих словарных статьях приведена транскрипция.
К сегодняшнему дню вышло девять изданий словаря:
- Black’s Law Dictionary, 1st ed. — St. Paul: «West Publishing Co.», 1891. — 1253 p.
- Black’s Law Dictionary, 2nd ed. — St. Paul: «West Publishing Co.», 1910. — 1314 p.
- Black’s Law Dictionary, 3rd ed. — St. Paul: «West Publishing Co.», 1933. — 1944 p.
- Black’s Law Dictionary, 4th ed. — St. Paul: «West Publishing Co.», 1951. — 1882 p.
- Black’s Law Dictionary, 5th ed. Joseph R. Nolan, ed., Michael J. Connolly, ed. — St. Paul: «West Publishing Co.», 1979. — 1511 p. ISBN 0-8299-2041-2.
- Black’s Law Dictionary, 6th ed. Joseph R. Nolan, ed. — St. Paul: «West Publishing Co.», 1990. — 1657 p. ISBN 0-314-77165-4.
- Black’s Law Dictionary, 7th ed. Bryan A. Garner, ed. — St. Paul: «West Group», 1999. — 1738 p. ISBN 0-314-22864-0.
- Black’s Law Dictionary, 8th ed. Bryan A. Garner, ed. — St. Paul: «Thomson/West», 2004. — 1810 p. ISBN 0-314-15199-0.
- Black’s Law Dictionary, 9th ed. Bryan A. Garner, ed. — St. Paul: «West Group», 2009. ISBN 0-314-19949-7
- Black’s Law Dictionary, 10th ed. Bryan A. Garner, ed. — St. Paul: «West Group», 2014.ISBN 978-0-314-61300-4
- Black’s Law Dictionary, 11thed. Bryan A. Garner, ed. —St. Paul: «Thomson/West», 2019.ISBN 978-1-5392-2975-9

Практически к каждому изданию словаря через несколько лет выходит его сокращённый вариант.

## Онлайн версия
Онлайновый вариант последнего издания словаря доступен через платную информационно-правовую службу «Уэстло» (Westlaw), а по состоянию на конец 2006 года, издательство «West Academic» опубликовало электронную версию 8-го издания Юридического словаря Блэка (ISBN 9780314176103), включающего возможность поиска из Microsoft Word, Mozilla Firefox и Internet Explorer.
Второе издание «Юридического словаря Блэка» (Black’s Law Dictionary) 1910 года в настоящее время перешло в общественное достояние. Первое (1891 года) и второе издание были переизданы репринтным способом издательством «Law Book Exchange» (ISBN 0-9630106-0-3 и ISBN 1-886363-10-2, соответственно).
По состоянию на 2009 год второе издание доступно в виде приложений Apple iPhone, iPod Touch и iPad. Среди других приложений для мобильных телефонов — BlackBerry и Android.

## На других языках
Словарь также был переведён на ряд других языков:
- Āqāʼī, Bahman. Farhang-i ḥuqūqī-i Bahman : Ingilīsī-Fārsī : bar asās-i Black’s law dictionary (1999)[6] (фарси)
- Muqtadirah-yi Qaumī Zabān. Qānūnī, Angrezī-Urdu lug̲h̲at : Blaiks lāʼ dikshanarī se māk̲h̲ūz (Based on Black’s law dictionary) / nigrān, Fatiḥ Muḥammad Malik (2002)[7] (урду) ISBN 9694740843